# Scelerata
A Rage in my Eyes, antes conhecida como Scelerata, é uma banda de heavy Metal gaúcha que mescla influências desde o power metal, thrash metal , hard rock e até música tradicional gaúcha. Já tocou ao lado de grandes nomes como Deep Purple, Edguy, Angra, Paul Di'Anno, Evergrey, Pain of Salvation, Shaaman, Gamma Ray, Blind Guardian, entre outros. Tem tocado internacionalmente desde 2006. 

## História
O primeiro álbum, Darkness & Light, foi lançado em 2006, mixado e masterizado por Dennis Ward e conta com participações de Renato Borghetti (acordeon),  Edu Falaschi (Angra) e Thiago Bianchi (Shaman). O segundo álbum, Skeletons Domination, lançado em 2008, foi mixado e masterizado por Charlie Bauerfeind (Helloween, Blind Guardian, Rage, Saxon, Halford, Hammerfall, Motorhead, etc).
Em 2009 o Scelerata foi escolhido por Paul Di'Anno , ex-Iron Maiden para ser sua banda de apoio em suas turnês brasileiras, começando com 10 shows em 2009. O Scelerata também fez a abertura de todos os shows. O ano de 2010,  marcou o início de uma nova fase para a banda, com a entrada de Fabio Juan como vocalista do Scelerata. Ainda em 2010, novamente com Di'Anno, a banda realizou 19 shows nas principais capitais brasileiras, para o "Brazilian SkeleTour 2010", divulgando o álbum Skeletons Domination, e também promovendo o seu novo vocalista Fabio Juan. Em 2011, Scelerata e Di'Anno fizeram 11 shows pelo Brasil, desta vez explorando mais o interior . A banda continuou sendo apoio oficial de Paul DiAnno de 2009 a 2014, tocando mais de 50 shows. Em 2013, a tour de 14 datas ocorreu em março e abril, e foi a tour de despedida de Paul, que se aposentava no final do ano.
A banda gravou o seu terceiro álbum de inéditas, o primeiro com Fabio Juan nos vocais, chamado The Sniper, em 2012. Este álbum foi produzido, mixado e masterizado por Charlie Bauerfeind e teve as sessões de gravação de bateria feitas na Alemanha, nos estúdios da lendária banda de metal alemã Blind Guardian, o Twilight Hall Studios. Ele também possui Andi Deris (Helloween) e Paul Di'Anno como convidados especiais, não somente como cantores, mas também como compositores e co-autores. A banda lançou um vídeo-clip para a música "Rising Sun".  
Após 16 anos como Scelerata, a banda hoje apresenta-se sob o nome de Rage in my Eyes, e lançou em agosto de 2019 um novo álbum intitulado “Ice Cell”, disponibilizado em todas as plataformas digitais. O material, gravado entre 2017 e 2018 nas cidades de Los Angeles (EUA) e Porto Alegre (Brasil), teve sua produção conduzida por Magnus Wichmann no Magneto Studio (Brasil) e Daufembach Studio (EUA). A mixagem e masterização foi feita em Los Angeles, pelo renomado produtor brasileiro Adair Daufembach. A banda apresenta uma mistura de heavy/prog metal com elementos da milonga, gênero musical presente no sul do Brasil, Uruguai e Argentina. O guitarrista Magnus Wichmann, neto do músico tradicionalista Teixeirinha, destaca os arranjos de milonga e acordeom presentes no álbum: “Nos discos anteriores já havíamos adicionado estes elementos e vimos que combinaram muito bem com nosso estilo e com as composições, e o melhor de tudo é que os fãs aprovaram estas experimentações. Queremos buscar um diferencial e no futuro apresentaremos mais ideias.”. 
Em outubro de 2019, a Rage in my Eyes foi escolhida para abrir o show do Iron Maiden e The Raven Age, em Porto Alegre. 

## Formação Atual
- Jonathas Pozo - vocal
- Leo Nunes - guitarra
- Magnus Wichmann - guitarra
- Pedro Fauth - baixo
- Francis Cassol - bateria

## Discografia
- Darkness and Light (2006)
- Skeletons Domination (2008)
- The Sniper (2012)
- Ice Cell (2019)